# Choco-Story Brussels
Pour les articles homonymes, voir Musée du chocolat.
 (février 2022).
Si vous disposez d'ouvrages ou d'articles de référence ou si vous connaissez des sites web de qualité traitant du thème abordé ici, merci de compléter l'article en donnant les références utiles à sa vérifiabilité et en les liant à la section « Notes et références ».
Le Choco-Story Brussels - Musée du Cacao et du Chocolat de Bruxelles (néerlandais : Museum van Cacao en Chocolade) est un musée consacré à la présentation du chocolat et des produits de cacao et de l'histoire de ces produits en Belgique ou ailleurs.

## Histoire
Le musée a été fondé en 1998 à l'initiative de Jo Draps, la fille de Pierre Draps, l'un des fondateurs du chocolatier belge Godiva . Madame Draps fait partie elle-même de la troisième génération d’artisans chocolatiers belges et Monsieur Draps était, en 1926, le fondateur du célèbre chocolatier belge Godiva.

## Présentation
Le Musée du Cacao et du Chocolat est installé dans une maison qui date de 1697, anciennement appelée « de Valck », près de la Grand-Place de Bruxelles et  s’étend sur trois étages d’exposition. Depuis 2007, la fille de Jo Draps, Madame Peggy Van Lierde a repris la direction du Musée.
En mai 2014, le Musée du Cacao et du chocolat est rebaptisé « Choco-Story Brussels » à la suite de l'association de la famille Van Lierde - Draps avec la famille Van Belle, déjà propriétaire de choco-Story Bruges, le Musée du chocolat de Bruges. Deux familles passionnées par le chocolat unissent leur force pour proposer un musée ludique et gourmand, vitrine du chocolat de qualité. Un maitre chocolatier fabrique chaque jour d'ouverture des pralines de façon artisanale sous les yeux des visiteurs.

## Anecdotes
Le chocolat et d'autres produits de cacao ont une longue tradition dans la cuisine belge. La praline est une innovation du maitre chocolatier belge Jean Neuhaus.